# Очеретянка тонкодзьоба
Очеретя́нка тонкодзьо́ба (Acrocephalus melanopogon) — вид птахів родини очеретянкових, поширений у Південній Європі і Західній Азії. Населяє зарості очерету. В Україні гніздовий перелітний птах у пониззі Дунаю.

## Опис

### Морфологічні ознаки
Невеликий птах (менший за горобця) стрункої статури, з неяскравим забарвленням. Маса тіла 11-12 г, довжина тіла біля 13 см. Довжина крила самців у середньому 61,8 мм, самок — 60,0 мм. Статевий диморфізм не виражений. Лоб і тім'я чорно-бурі; білі «брови» чітко окреслені; покривні пера вух сірувато-бурі; оперення верху рудувато-буре, з темною поздовжньою строкатістю на спині і верхніх покривних перах крил; горло, шия спереду, груди і черево білі; воло і боки тулуба рудувато-бурі; махові і стернові пера бурі; дзьоб і ноги бурі. Хвіст та крила короткі і заокруглені. Райдужна оболонка ока бура.
Від середземноморської очеретянки відрізняється рудішим тоном оперення, темною строкатістю на спині і верхніх покривних перах крил, майже чорними лобом і тім'ям, білими «бровами», горлом, грудьми та черевом; від лучної очеретянки — темнішими покривними перами вух і спиною, але найдостовірніше — піснею.
Линяння відбувається двічі на рік: повне післяшлюбне, післяювенільне восени та часткове — наприкінці зими і навесні. Осіннє линяння як у дорослих, так і у молодих, відбувається до початку міграції.

### Звуки
У ціломі пісня більш мелодійна, ніж у інших очеретянок. Пісня подібна до пісні ставкової очеретянки, але дещо швидша. Поклик — тріскотливе «трек».

## Поширення
Ареал виду розрізнений. Західна частина ареалу охоплює Середземноморські країни Європи, окремі території Північно-західної Африки. У Північно-Західній Африці гніздиться локально в Марокко і на мисі Бон у Тунісі. Середземноморське узбережжя Європи від Сицилії, Болеарських островів, середньої частини Піренейського півострова на схід до дельти Рони. Італія до північного кордону. Від ардріатичного узбережжя колишньої Югославії на схід до західного узбережжя Чорного моря. На північ у західній і середній Європі до Австрії, Угорщини, Румунії. На південь між Адріатичним і Чорним морями приблизно по 42-й паралелі. Східна частина ареалу охоплює Передню і Середню Азію, починаючи від східного узбережжя Середземного моря. Від долини нижнього Дону, східного узбережжя Азовського і Чорного морів, східної частини Малої Азії, східного узбережжя Середземного моря на схід до долини Ілі, гирла Шилику, Ферганської долини, долини Вахши. На північ до нижнього Дону, пониззя Волги, дельти Уралу, дельти Сирдар'ї, пониззя Сарису, пониззя Чу, дельти і долини Ілі. На південь до південно-східного краю Середземного моря, нижнього Євфрату, нижнього Тигру, Загросу, південного Хорасану, Сістану, північного підніжжя Паропамізу, а також Белуджистан і Афганістан.
В Україні стабільна область гніздування очеретянки тонкодзьобої відома на даний час тільки у Дунай-Дністровському регіоні. Територія Криму попадає у область розриву західної та східної частини гніздового ареалу, але птахи зі східних популяцій, які гніздяться за межами України, можуть зустрічатися у степовому Криму у період міграцій.

## Підвиди
Виділяють 3 підвиди, що відрізняються за варіюванням відтінків та інтенсивності забарвлення верхньої частини тіла, а також ступенем розвитку вохристого відтінку на нижньому боці тіла:
- A. m. albiventris
- A. m. melanopogon
- A. m. mimica

## Чисельність
У 2000 році чисельність в Європі була оцінена в 150—300 тис. пар. В Європі гніздиться близько 35 % світової популяції, яка нараховує близько 434—712 тис. пар. Чисельність стабільна. Чисельність в Україні за одними даними становить 1,0—2,0 тис. пар, за іншими — на рівні близько 100—500 пар.

## Місця існування
Для виду найбільш придатні рівнинні ландшафти, хоча оселяється і в горах на висоті до 1900 н.р.м. Населяє вологі біотопи із заростями очерету, рогозу, комишу, осоки, зарості ожини, прибережні зарості верби у заплавах річок, озер, річкових приток і старих русел.

## Гніздування

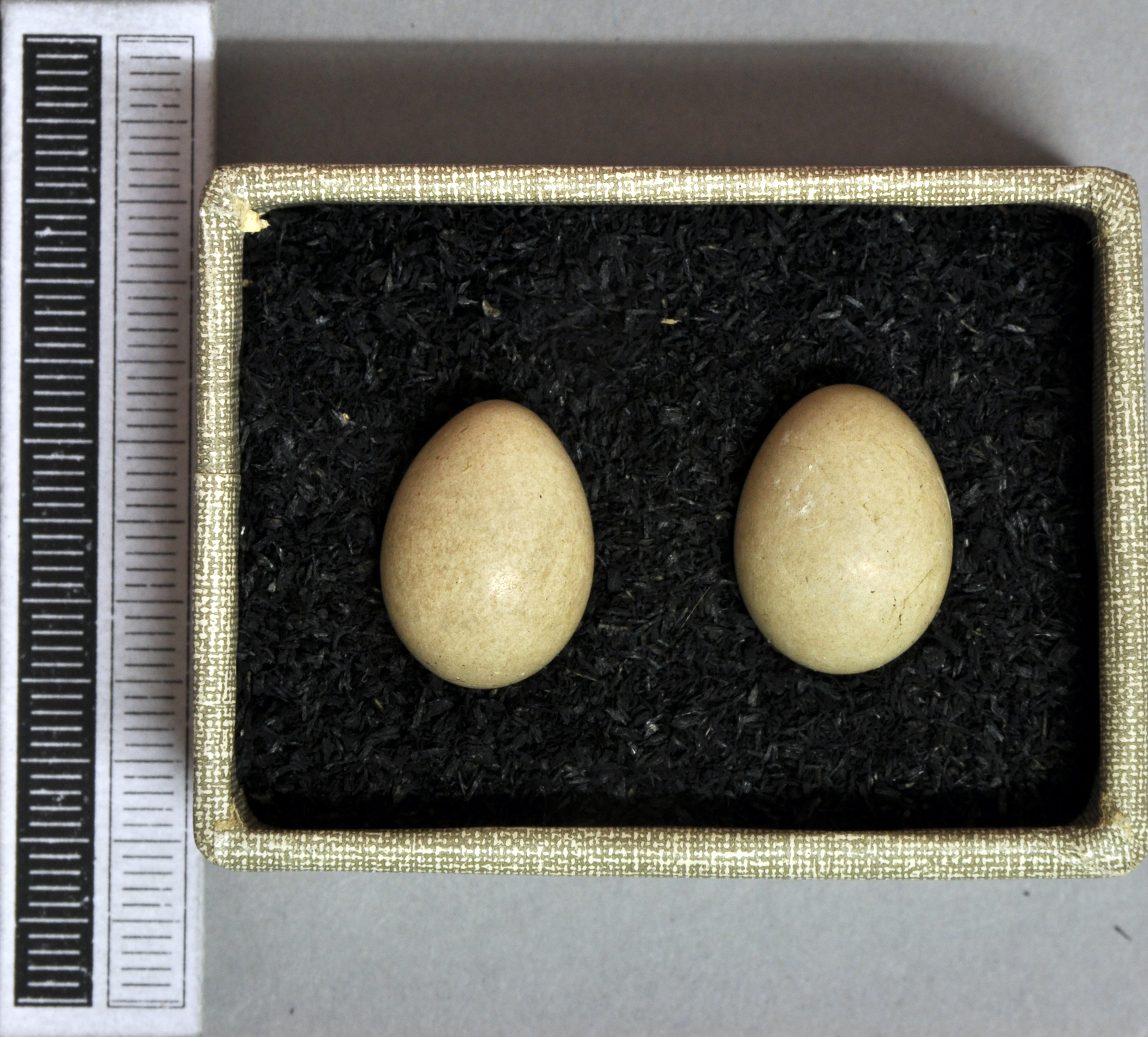
Кладка в оологічній колекції

Гніздиться окремими парами. Гніздо птахи споруджують низько над водою в очеретяних або рогозових заростях та у чагарниках. Будівельним матеріалом зазвичай є суха трава із додаванням рослинного пуху. Гніздо підвішується краями за вертикальні стебла. На півдні Європи відкладання яєць розпочинається наприкінці березня та триває до середини червня. Кладку з 3-6 яєць насиджують обидва батьків впродовж 14-15 діб. Пташенята вилітають приблизно на 12-й день. Протягом року одна кладка.

## Живлення
Виключно комахоїдний птах. Рідко поїдає павуків та дрібних молюсків. Їжу птах добуває, обстежуючи листя і пагони, збирає з поверхні води, рідко ловить комах в польоті.

## Загрози та охорона
Популяціям виду може загрожувати меліорація заболочених та заплавних ділянок. Локальну загрозу для виду становлять підпали очерету. Очеретянка тонкодзьоба перебуває під охороною Бернської конвенції (Додаток II) та Боннської конвенції (Додаток II) та Європейської Директиви про охорону птахів (Додаток І).